# Psathyrella pseudogordonii
Psathyrella pseudogordonii är en svampart som beskrevs av Kits van Wav. 1985. Psathyrella pseudogordonii ingår i släktet Psathyrella och familjen Psathyrellaceae.   Inga underarter finns listade i Catalogue of Life.